# دوري كرة القدم الأوكراني الدرجة الثانية 2008–09
دوري كرة القدم الأوكراني الدرجة الثانية 2008–09 (بالأوكرانية: Чемпіонат України з футболу 2008—2009: друга ліга)‏ هو موسم من دوري كرة القدم الأوكراني الدرجة الثانية ‏. فاز فيه نيفا ترنوبل.